# 정읍 보화리 고택
보화리 고택은 대한민국 전라북도 정읍시 소성면에 있다. 2011년 12월 23일 정읍시의 향토문화유산 제4호로 지정되었다.

## 개요
1760년 건립되고 1920년 중창하였다고 전해지는 정읍지방 주거형태를 잘 보여주고 있는 전통가옥으로 안채, 사랑채, 아래채, 문간채로 이루어져 있다